# Campeonato Europeu de Halterofilismo de 1921
O 19º Campeonato Europeu de Halterofilismo foi realizado em Offenbach, na Alemanha entre 20 a 22 de setembro de 1921. Foram disputadas cinco categorias.

## Medalhistas
| Evento    | Ouro                         | Ouro     | Prata                      | Prata    | Bronze                       | Bronze   |
| --------- | ---------------------------- | -------- | -------------------------- | -------- | ---------------------------- | -------- |
| 60 kg     | Hans Wölpert · Alemanha      | 317,5 kg | Eugen Wiedemann · Alemanha | 310,0 kg | Henri Graf · Suíça           | 302,5 kg |
| 67,5 kg   | Josef Zimmermann · Alemanha  | 335,0 kg | Jean Schohries · Alemanha  | 327,5 kg | Wilhelm Stephan · Alemanha   | 325,0 kg |
| 75 kg     | Anton Köhle · Alemanha       | 345,0 kg | Otto Österlin · Alemanha   | 342,5 kg | Hermann Faulhaber · Alemanha | 320,0 kg |
| 82,5 kg   | Fritz Hünenberger · Suíça    | 375,0 kg | Josef Münch · Alemanha     | 345,0 kg | Ernst Strick · Alemanha      | 342,5 kg |
| + 82,5 kg | Josef Straßberger · Alemanha | 420,0 kg | Fritz Wenninger · Áustria  | 377,5 kg | Adam König · Alemanha        | 337,5 kg |

## Quadro de medalhas
| Ordem | País     | Medalha de ouro | Medalha de prata | Medalha de bronze | Total |
| ----- | -------- | --------------- | ---------------- | ----------------- | ----- |
| 1     | Alemanha | 4               | 4                | 4                 | 12    |
| 2     | Suíça    | 1               | 0                | 1                 | 2     |
| 3     | Áustria  | 0               | 1                | 0                 | 1     |
| Total | Total    | 5               | 5                | 5                 | 15    |